# Intira Jaroenpura
Intira Jaroenpura ou Intira Charoenpura (en thai : อินทิรา เจริญปุระ ; RTGS : Inthira Charoenpura) surnommée Sai ("Sable" ; en thaï : ชื่อเล่นว่า "ทราย"), née le 23 décembre 1980 à Bangkok, est une chanteuse et actrice thaïlandaise,.
C'est aussi une militante des droits de l'homme et elle soutient le parti du nouvel avenir de Thanathorn Juangroongruangkit ainsi que les manifestants pour la démocratie de 2020 en Thaïlande,,,,. Elle est fermement opposée à la loi de crime de lèse-majesté et elle affiche ouvertement sa sympathie pour des militants tels "Penguin" Parit Chiwarak et "Rung" Panusaya Sitijirawattanakul.

## Filmographie[12]

### Films
- 1999  : Nang Nak [13],[14]
- 1999 : Bangkok, aller simple
- 2000 : A Fighter's Blues
- 2003 : The Unborn (The Mother) (เฮี้ยน)
- 2004 : Six หกตายท้าตาย
- 2007 : The House (บ้านผีสิง)
- 2007 à 2014: King Naresuan, le souverain du Siam
- 2009 : Sanctuary
- 2010 : In the shadow of Naga (นาคปรก)
- 2010 : H2-OH (น้ำ ผีนองสยองขวัญ)
- 2012  : I Miss U ( รักฉันอย่าคิดถึงฉัน / Rak chan yaa kid teung chan)
- 2016  : By The Time It Gets Dark
- 2020 : บ้านนางรำ

### Série TV
- 1994 : ล่า (Lah)
- 1996 : บ้านสอยดาว (Baan Soi Dao)
- 1999 : อรุณสวัสดิ์  (Aroon Sawad)
- 2002 : สาวน้อย (Sao Noi)
- 2009 : ปลาบู่ทอง
- 2016 : แม่นาก (Mae Nak )
- 2018 : ระบำมาร(Rabum Marn)
- 2018 : สายโลหิต (Sai Lohit)
- 2019 : เขามาเชงเม้งข้างๆ หลุมผมครับ (He's Coming to Me)
- 2020 : นักเรียนพลังกิฟต์ (The Gifted: Graduation)

## Discographie
- 1995 : Nalika Sine (Sai) (thai: นาฬิกาทราย), album de pop d'adolescents dont la plus célèbre chanson est Khun Khru Kradat Sine (Thai: คุณครูกระดาษทราย)
- 1998 : Sine (Sai) (thai: ทราย)
- 1999 : D^Sine (D^Sai) qui inclut probablement sa plus célèbre chanson Sai Lom Thi Wang Dee (Thai: สายลมที่หวังดี)